# Leonardo Querín
Leonardo Facundo Querin (n. Quilmes, 17 de abril de 1982) es un jugador argentino de handball. Actualmente milita en el Raimond Sassari (Italia).
Compitió para el equipo nacional de Argentina en los Juegos Olímpicos del 2012 en Londres y del 2016 en Río de Janeiro. Además participó en los Campeonatos Mundiales de Balonmano Masculino desde 2001 hasta 2017 en Francia, siendo uno de los jugadores con más presencia en la historia de la selección nacional (9 mundiales).

## Palmarés con Argentina
Oro Panamericano: Guadalajara 2011.
Plata en Panamericano: Toronto 2015.
Bronce en campeonato panamericano: Argentina 2016.